# Nuelles
Nuelles es un pueblo francés situado en el departamento de Ródano, de la región de Auvernia-Ródano-Alpes. Fue una comuna que desde 2013 forma parte de la comuna de Saint-Germain-Nuelles.

## Historia
Fue creado en 1790, al mismo tiempo que todas la comunas de Francia. El 1 de enero de 2013 pasó a ser una comuna delegada de la comuna nueva de Saint-Germain-Nuelles al fusionarse con la comuna de Saint-Germain-sur-l'Arbresle.
En marzo de 2014, la comuna delegada de Nuelles fue suprimida por decisión del concejo municipal de Saint-Germain-Nuelles del 4 de junio de 2013.

## Demografía
| Gráfica de evolución demográfica de Nuelles entre 1800 y 2008 |
|                                                               |

Los datos demográficos contemplados en este gráfico de la comuna de Nuelles se han cogido de 1800 a 1999 de la página francesa EHESS/Cassini, y los demás datos de la página del INSEE.